# Martin Agricola
Martin Agricola, auch Martinus Agricola, eigentlich Martin Sore (* angeblich 6. Januar 1486 in Schwiebus; † 10. Juni 1556 in Magdeburg) – auch Sohr oder Sorre – war ein deutscher Musiktheoretiker, Musikpädagoge und Komponist der Renaissance.

## Leben
Martin Agricola wurde in Schwiebus in Ostbrandenburg als Sohn eines reichen Bauern (lateinisch agricola) geboren und genoss eine Schulausbildung. Zunächst arbeitete er auf dem elterlichen Hof. Ab 1510 reiste er durch den ostdeutschen Raum. Während dieser Phase eignete er sich als Autodidakt die Grundlagen seines musikalischen Wissens an. Die Stationen seiner Reise sind unbekannt, vermutlich gehörten Frankfurt (Oder) und Leipzig dazu.

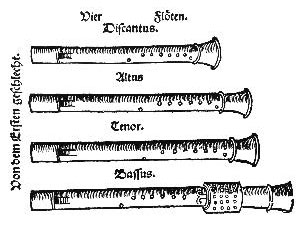
Bild aus Musica instrumentalis deudsch, 1529

 1519 ließ Agricola sich in Magdeburg als Musiklehrer nieder. Als sich die Reformation kurz darauf in der Stadt durchsetzte, schloss Agricola sich ihr an. Im Rahmen der Einführung des neuen Bekenntnisses wurden die verschiedenen Musikschulen zu einer einzigen städtischen Anstalt zusammengefasst, als deren Kantor Agricola 1525 eingesetzt wurde. Neben seiner Lehraufgabe bemühte sich Agricola vor allem darum, der neuen protestantischen Bewegung eine eigene Kirchenmusik zu geben. 1528 veröffentlichte er Ein kurz deudsche Musica (Musica Choralis Deudsch), eine volkstümliche Anleitung zum Musikunterricht. Als weitere Lehrwerke folgten Musica Figuralis Deudsch und Musica instrumentalis deudsch (1529), vor allem Letzteres ragt als Forschungsarbeit über Musikinstrumente und eines der wichtigsten Werke der frühen Orgelkunde aus Agricolas Werk heraus.
Der Stadtrat und Musikverleger Georg Rhau aus Wittenberg war ein enger Freund Agricolas. Er veröffentlichte dessen theoretische Arbeiten, die wertvolle Beiträge zum Wechsel vom alten zum neuen System der Notation enthalten. Zahlreiche musikalische Begriffe wie Tonleiter, Notenschlüssel oder Taktschlag wurden von Agricola geprägt.
Agricola war der erste, der Martin Luthers Choral Ein feste Burg ist unser Gott zu einem vierstimmigen Chorsatz harmonisierte.
Die Stadt Magdeburg hat eine Straße (Martin-Agricola-Straße) nach ihm benannt.

## Schriften (Auswahl)
- Ein kurtz deudsche Musica. Wittenberg [1528] (Digitalisat).
- Musica instrumentalis deudsch. Wittenberg 1529 (Digitalisat).
  - Martin Agricola: Von der Lauten …, 1529. Leipzig (Teil-)Faksimile (aus Musica instrumentalis deudsch, 1529), Tree Edition, Lübeck 2003.
- Musica Figuralis Deudsch. Magdeburg 1532 (Digitalisat).
- Ein Sangbuchlein aller Sontags Evangelien. Magdeburg [1542].